# 颜以燠
颜以燠（1793年—19世纪？），广东连平县元善镇人，是一名清朝政治人物。举人出身。
颜以燠祖父贵州巡抚颜希深，父亲知县颜模，他是直隶总督颜检胞侄，闽浙总督颜伯焘的嫡堂弟。嘉庆十四年（1809年）冬，府考中秀才，嘉庆二十一年丙子（1816年）乡试中举人，以品学兼优，历任觉罗官学教习、内阁中书、文渊阁检阅、内阁侍读等职。后以京察（即考核）一等，道光二十年十一月，出任江苏徐州府知府，道光二十一年由徐州府护理苏松太兵备道，赏戴花翎，道光二十二年（1842年）颜以燠接替巫宜楔任苏松道道员一职，道光二十三年（1843年）由吴健彰接任。道光二十六年至二十八年，任继任淮徐扬海兵备道、河道。道光二十九年闰四月辛未，特授颜以燠署河东河道总督。九月丙午，授颜以燠河东河道总督。咸丰元年，甘泉闸河撑堤溃塌三十馀丈，黄河在丰县决口，山东被淹，运河漫水，户部尚书孙瑞珍建议在河西改宽新河，颜以燠上奏：“改挖新河事无把握，无庸轻议更张。”官至兵部侍郎。